# William Henry Barnum

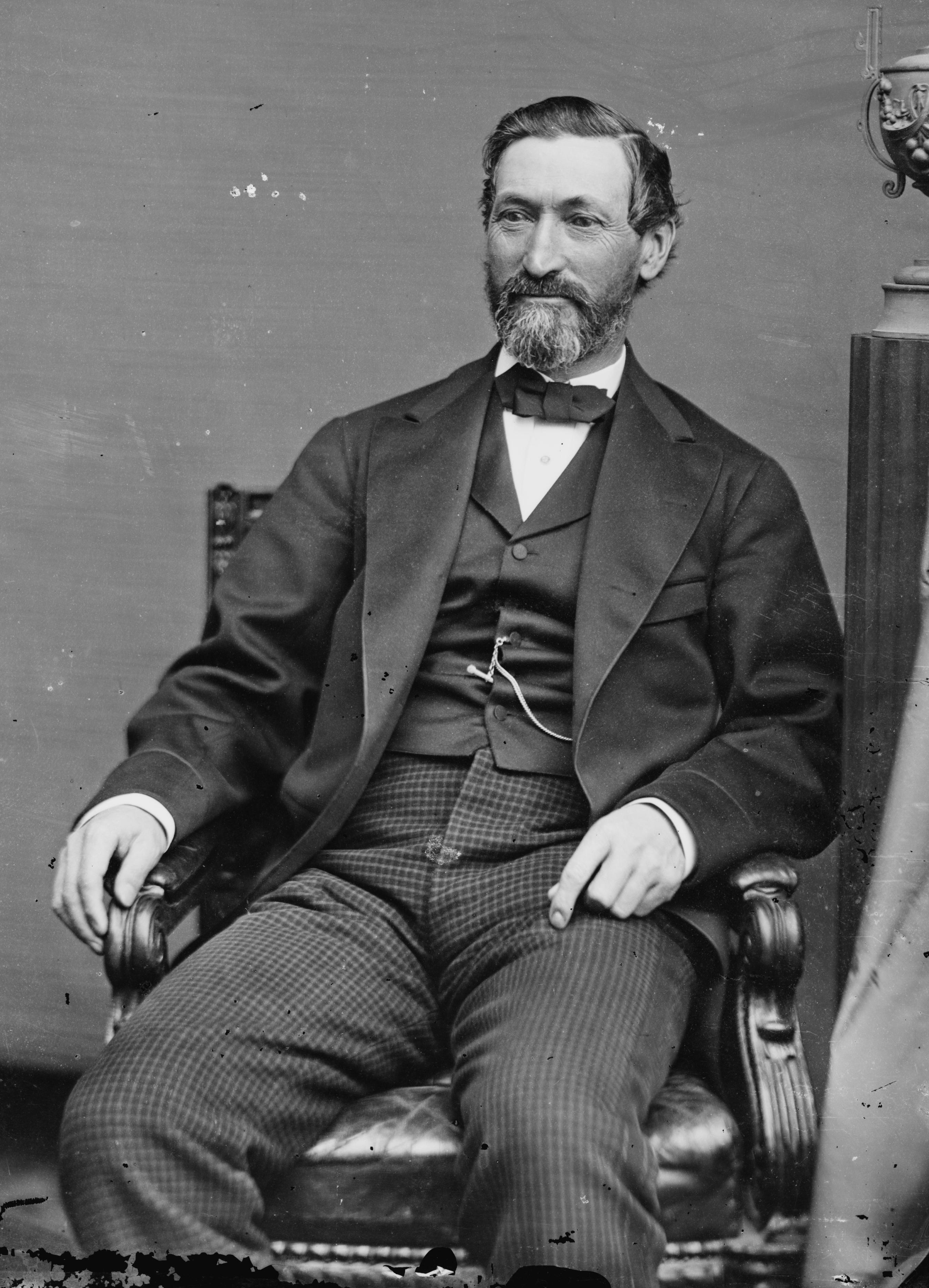
William Henry Barnum

William Henry Barnum (* 17. September 1818 in Boston Corners, Mount Washington, Massachusetts, heute Teil von Ancram, New York; † 30. April 1889 in Lime Rock, Lakeville, Connecticut) war ein US-amerikanischer Politiker der Demokratischen Partei. Er vertrat den Bundesstaat Connecticut in beiden Kammern des US-Kongresses.

## Politik
Der im Berkshire County in Massachusetts geborene Barnum zog später nach Connecticut, wo er auch politisch tätig wurde. Von 1851 bis 1852 gehörte er dem Repräsentantenhaus von Connecticut an; 1867 zog er dann für den vierten Wahldistrikt des Staates ins US-Repräsentantenhaus ein, wobei er sich gegen seinen Cousin P. T. Barnum durchsetzte, der für die Republikaner kandidierte. Nach dem Tod von Senator Orris S. Ferry wurde William Barnum zu dessen Nachfolger gewählt und wechselte am 18. Mai 1876 innerhalb des Kongresses in den Senat. Seine Amtszeit endete dort am 3. März 1879.
Innerhalb seiner Partei zählte Barnum zu den Führungspersönlichkeiten. Im Jahr 1877 übernahm er den Vorsitz des Democratic National Committee, den er bis zu seinem Tod 1889 innehatte. Kein anderer Chairman der Demokraten bringt es auf eine derart lange Amtszeit.

## Wirken als Industrieller
William Barnum machte sich nicht nur als Politiker, sondern auch als Industrieller einen Namen. Die von ihm geleitete Barnum Richardson Company, ansässig in Lime Rock, war der führende Betrieb in der Eisenerzindustrie im Gebiet von Salisbury. Die Firma besaß oder kontrollierte die Erzminen; auch die Holzkohleproduktion, der Kalksteinabbau und der Eisenbahntransport waren in ihrer Hand. Zudem war Barnum Richardson eine der führenden Firmen in der Herstellung von Eisenbahnrädern.
1872 ging Barnum eine geschäftliche Partnerschaft mit Collis P. Huntington ein. Gemeinsam investierten sie in ein Unternehmen zur Herstellung von Eisenbahn-Güterwagen, die Ensign Manufacturing Company. Dort wurden unter anderem Großaufträge für die Central Pacific Railroad und die Southern Pacific Railroad durchgeführt.
Barnum wurde in dieser Zeit auch für seine religiöse Toleranz bekannt. Selbst Mitglied der Episkopalkirche, beteiligte er sich nicht an der Diskriminierung der katholischen Bevölkerungsgruppe, die zu jener Zeit in diesem Bereich Neuenglands üblich war. Vielmehr spendete er große Geldbeträge zum Bau zweier katholischer Kirchen. Als die Anwohner sich bei ihm beschwerten, weil der örtliche katholische Priester ein Kruzifix aufgestellt hatte, und von ihm verlangten, seine katholischen Arbeiter zu entlassen, verweigerte Barnum dies.